# Himilcón (général)
Pour les articles homonymes, voir Himilcon (homonymie).
Himilcón (en grec Ιμιλκων), est un général carthaginois, commandant de la garnison de Lilybée pendant la première guerre punique.

## Biographie
Le moment exact où le commandement de la garnison de Lilybée lui est accordé est inconnu, bien qu'il l'ait déjà détenu en 250 av. J-C. 
Après la victoire de Metellus contre Hasdrubal, à la bataille de Lilybée, la ville est assiégée par les Romains. Himilcón ne compte que 10 000 hommes, alors que les sources parlent de pas moins de 110 000 Romains sur le site. Les deux consuls, Marcus Atilius Regulus et Lucius Manlius Vulso Longus, ont uni leurs forces pour attaquer la ville. Ils ont bloqué le port, tout en attaquant les murs avec des béliers et des engins de siège.
Himilcón, pour sa part, doit repousser les attaques ennemies et apaiser les dissensions des mercenaires sous son commandement. Incapables d'interrompre le travail des ingénieurs romains, une tempête vient inopinément leur venir en aide, déplaçant la digue artificielle qui bloquait le port. Hannibal, fils d'Hamilcar, réussit alors à entrer dans le port avec 50 navires et une nouvelle force de 10 000 hommes.
Himilcon renouvelle alors ses attaques et, bien que repoussé dans une première tentative, il parvient finalement à brûler tous les engins de siège romains. Les consuls transforment alors le siège en blocus, bien qu'ils n'aient pas été en mesure de couper complètement les communications maritimes de la ville.
L'année suivante (249 av. J.-C.), la victoire d'Adherbal à la bataille de Drépane, rend le contrôle de la mer aux mains des Carthaginois. Himilcón est à nouveau mentionné comme coopérant avec Cartalón après la bataille, lors d'une tentative pour détruire l'escouade romaine qui montait encore la garde devant Lilybée.
Le nom d'Himilcón apparaît une fois de plus l'année suivante, lorsqu'il s'oppose aux opérations des consuls Cecilio (en) et Fabio.